# Przeboje Opery Leśnej
Przeboje Opery Leśnej – dwupłytowy (CD) album muzyczny wydany w 1996 roku z okazji  35-lecia Sopot Festival w celu promowania polskiej muzyki. Znalazły się na nim największe polskie przeboje sopockiego festiwalu.

## Lista utworów

### CD 1 – 1961–1977
1. „Embarras” – Irena Santor – 4:52
2. „Woziwoda” – Jerzy Połomski – 2:27
3. „Tak mi z tym źle” – Anna German – 4:35
4. „Grand Valse Brillante” – Ewa Demarczyk – 4:24
5. „Powrócisz tu” – Irena Santor – 4:10
6. „Po prostu jestem” – Dana Lerska – 2:55
7. „Po ten kwiat czerwony” – Urszula Sipińska – 3:49
8. „Orkiestry dęte” – Halina Kunicka – 3:25
9. „Dom, który mam” – Zdzisława Sośnicka – 4:03
10. „Do zakochania jeden krok” – Andrzej Dąbrowski – 3:42
11. „Gdzie jest siódme morze” – Maryla Rodowicz – 4:31
12. „Kołysanka” – Dwa Plus Jeden – 4:45
13. „Staruszek świat” – Anna Jantar – 3:32
14. „Tyle słońca w całym mieście” – Anna Jantar – 3:32
15. „Znajdę miłość” – Ewa Śnieżanka – 3:24
16. „Nie spoczniemy” – Czerwone Gitary – 3:51
17. „Kochać znaczy żyć” – Zdzisława Sośnicka – 3:42

### CD 2 – 1978–1995
1. „Zacznij od Bacha” – Zbigniew Wodecki – 4:58
2. „Windą do nieba” – Dwa Plus Jeden – 4:31
3. „Nim przyjdzie wiosna” – Czesław Niemen – 5:16
4. „Bananowy song” – Vox – 4:15
5. „Tyle samo prawd, ile kłamstw” – Izabela Trojanowska – 3:47
6. „Blue Box” – Krystyna Giżowska – 5:11
7. „Diamentowy kolczyk” – Anna Jurksztowicz – 4:24
8. „Rękawiczki” – Joanna Zagdańska – 4:51
9. „Toward the end” – Mieczysław Szcześniak – 4:52
10. „Co to da” – Lora Szafran – 4:05
11. „Ogrzej mnie” – Michał Bajor – 4:05 (słowa Wojciech Młynarski, muzyka Włodzimierz Korcz)
12. „Zanim zrozumiesz” – Varius Manx – 3:08
13. „A to, co mam” – Kasia Kowalska – 4:58